# 伊尼戈·琼斯
伊尼戈-瓊斯（Inigo Jones 1573年7月15日—1652年6月21日）是英國近代第一個最著名的建築師，也是第一個在建築中運用維特魯威比例和對稱規則的建築師，瓊斯是第一個將羅馬和義大利文藝復興時期的古典建築引進英國的建築師。他設計的建築遍布全倫敦，如英國第一座以純古典主義風格設計的王后宮，白廳街上的國宴廳，以及柯芬園廣場的佈局，成為未來西區發展的典範。他在舞台設計方面做出了重大貢獻，他作為戲劇設計師設計了幾十部假面劇，其中大部分是由皇家指揮的，許多是與班·瓊生合作的。

## 早年生活
除了他出生於倫敦史密斯菲爾德一個講威爾士語的紡織工人家庭，並在聖巴塞洛繆小教堂 (英語: St Bartholomew-the-Less)受洗外，人們對瓊斯的早年生活知之甚少。他並沒有以傳統的方式接觸建築行業，即並非師承工匠，或是政府的建築事務部門。儘管有證據表明克里斯多佛·雷恩獲得的記錄顯示瓊斯是聖保羅教堂院子裡的一名學徒。在1603年之前的某個時候，一位富有的贊助人（可能是彭布羅克伯爵 (英語: Earl of Pembroke) 或拉特蘭伯爵(英語:  Earl of Rutland)）在被他高超的素描天賦所打動後，將他送到義大利學習繪畫。他從義大利前往丹麥，為克里斯蒂安四世設計羅森堡城堡和腓特烈堡城堡。
瓊斯最初是以服裝和舞台佈景的設計師而聞名的，特別是在他把假面舞會搬上舞台之後。在丹麥安妮女王（詹姆士一世國王的妃子）的贊助下，他將活動佈景和鏡框式舞台引入英國戲劇。 1605年至1640年間，他負責編排了500多場演出，與班·瓊生合作多年，儘管兩人的關係充滿了互相競爭和嫉妒：兩人曾就在戲劇中到底是舞台設計還是文學更重要的問題發生爭論。(在將近二十多年間，瓊森持續在他的一系列作品中嘲笑瓊斯。) 現存450多張佈景和服裝的圖紙，顯示了瓊斯作為繪圖師的精湛技藝，以及他在1605年至1609年間的發展，從最初表現出「對文藝復興時期的繪圖術一無所知」，到表現出「嫻熟的義大利技法」，以及對義大利佈景設計的理解，特別是阿方索(英語: Alfonso Parigi the Elder)和朱利奧·帕里吉的設計。大約在1606年，受大使亨利-沃頓(英語: Henry Wotton) 的影響，瓊斯第二次訪問了義大利。瓊斯學會了流利的義大利語，有證據表明他擁有一本安卓·帕拉底歐義大利文版本的建築四書，其中的旁注還提到了沃頓。他的建築作品尤其受到帕拉底奧的影響，同時他也會參考古羅馬建築師維特魯維的建築原則。
瓊斯的第一個有記錄的建築設計是約在1608-1611年受羅蘭·科頓委託為科頓夫人弗蘭西斯設計的紀念碑，在施洛普郡的諾頓-英-海爾斯顯示出他早期古典主義的風格。 1606年7月，瓊斯為索爾茲伯里伯爵在西奧巴茲(Theobalds House) 的一個假面舞會做了佈景。在接下來的幾年裡，瓊斯為索爾茲伯里伯爵在斯特蘭德(Strand) 的新交易所（1608年6月開工) 和聖保羅大教堂的中央塔樓繪製了圖紙，表現出對類似的建築實務經驗不足。 1609年，在陪同索爾茲伯里伯爵的兒子兼繼承人克朗伯恩子爵(英語: William Cecil)在法國四處遊玩時，他作為建築顧問出現在哈特菲爾德莊園，隨著工程項目的進展對設計進行了小範圍的修改。1610年，瓊斯被任命為亨利王子的測量師。他為王子設計了《壁壘》和《奧伯倫面具》的假面，並可能參與了聖詹姆斯宮的一些改建 。
1613年4月27日，瓊斯被任命為御用工程測量員，不久後，他與阿倫德爾伯爵(英語: Thomas Howard, 14th Earl of Arundel)一起開始了義大利之旅，而他注定要成為英國藝術史上最重要的贊助人之一。在這次旅行中，瓊斯接觸到了羅馬、帕多瓦、佛羅倫斯、維琴察、熱那亞和威尼斯等地的建築。他現存的素描本顯示了他對弗兰西斯科·帕尔米贾尼诺和斯基亞沃內 (Schiavone)等藝術家的關注。據悉，他也曾在此時與文森佐-斯卡莫齊相識。他對安卓·帕拉底歐的建築四書進行了註解，這也表明他對古典建築的興趣。瓊斯優先觀摩的是羅馬的古代建築，而不是義大利當代的時尚建築。他可能是第一個親身研究這些羅馬遺蹟的英國人，這也是瓊斯在英國引入這些古羅馬風格新建築的關鍵。

## 建築

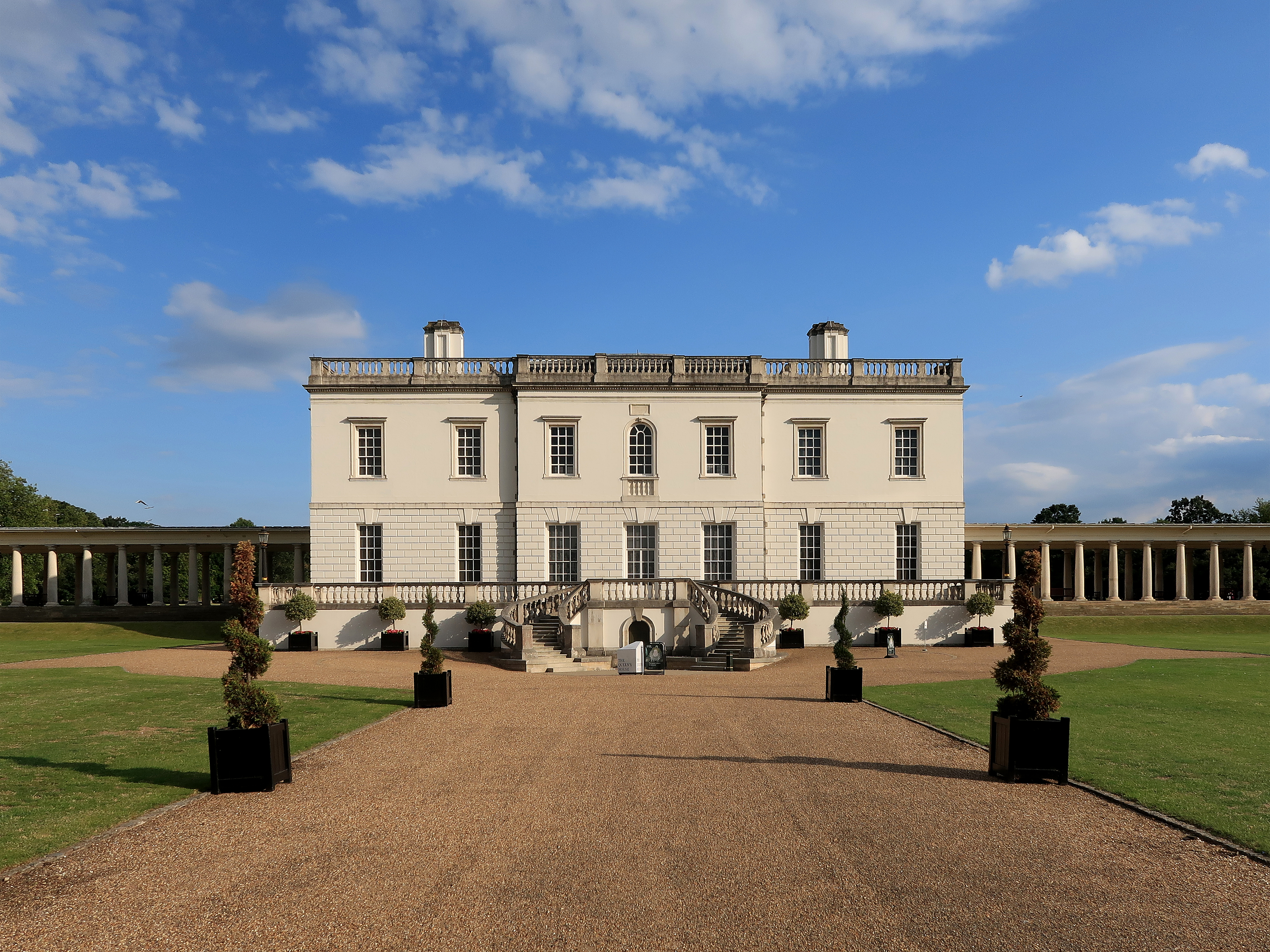
格林威治的王后宮

1615年9月，瓊斯被任命為御用工程測量總管，標誌著瓊斯的職業生涯正式開始。幸運的是，詹姆士一世和查理一世在建築上的花費都很奢侈，與伊麗莎白一世的節約型宮廷形成了巨大的反差。作為國王的測量師，瓊斯在倫敦建造了一些重要的建築。 1616年，為詹姆斯一世的妻子安妮建造的格林威治王后宮開始動工。隨著地基的奠定和第一層樓房的建成，工程在1619年安妮去世後戛然而止。瓊斯為王后的靈車及轎子提供了設計方案，但沒有付諸實施。 1629年，格林威治的工程重新開始，這次是為查理一世的王后亨利埃塔-瑪麗亞建造的。它於1635年完工，是英國第一座嚴格意義上的古典主義建築，採用了帕拉迪奧和古羅馬的建築理念。這是瓊斯現存最早的作品。

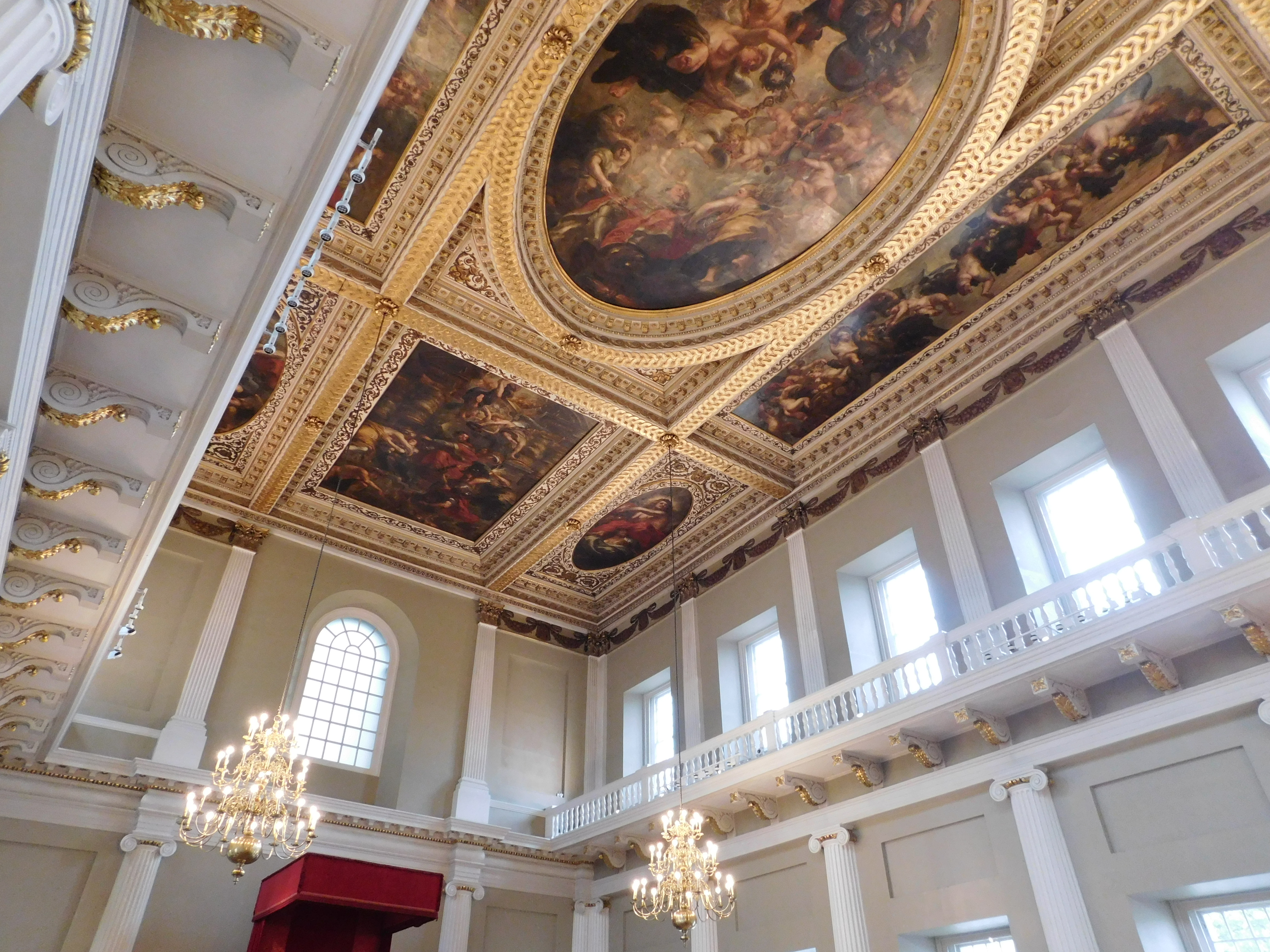
國宴廳內部

1619年至1622年間，白廳的國宴廳建成了，它的設計來源於斯卡莫齊和帕拉迪奧的建築，幾年後，彼得-保羅-魯本斯為其繪製的天花板又被加了進去。白廳宮是瓊斯與他的私人助理和外甥約翰-韋伯(John Webb)合作的幾個工程項目之一。
聖詹姆士宮女王禮拜堂建於1623年至1627年間，是為查理一世的羅馬天主教妻子亨利埃塔-瑪麗亞而建。部分設計源於古羅馬的萬神殿，瓊斯顯然希望教堂能喚起羅馬神廟的感覺。這些建築顯示了一位成熟的建築師對古典原則的自信把握和對如何實現這些原則的智慧理解。

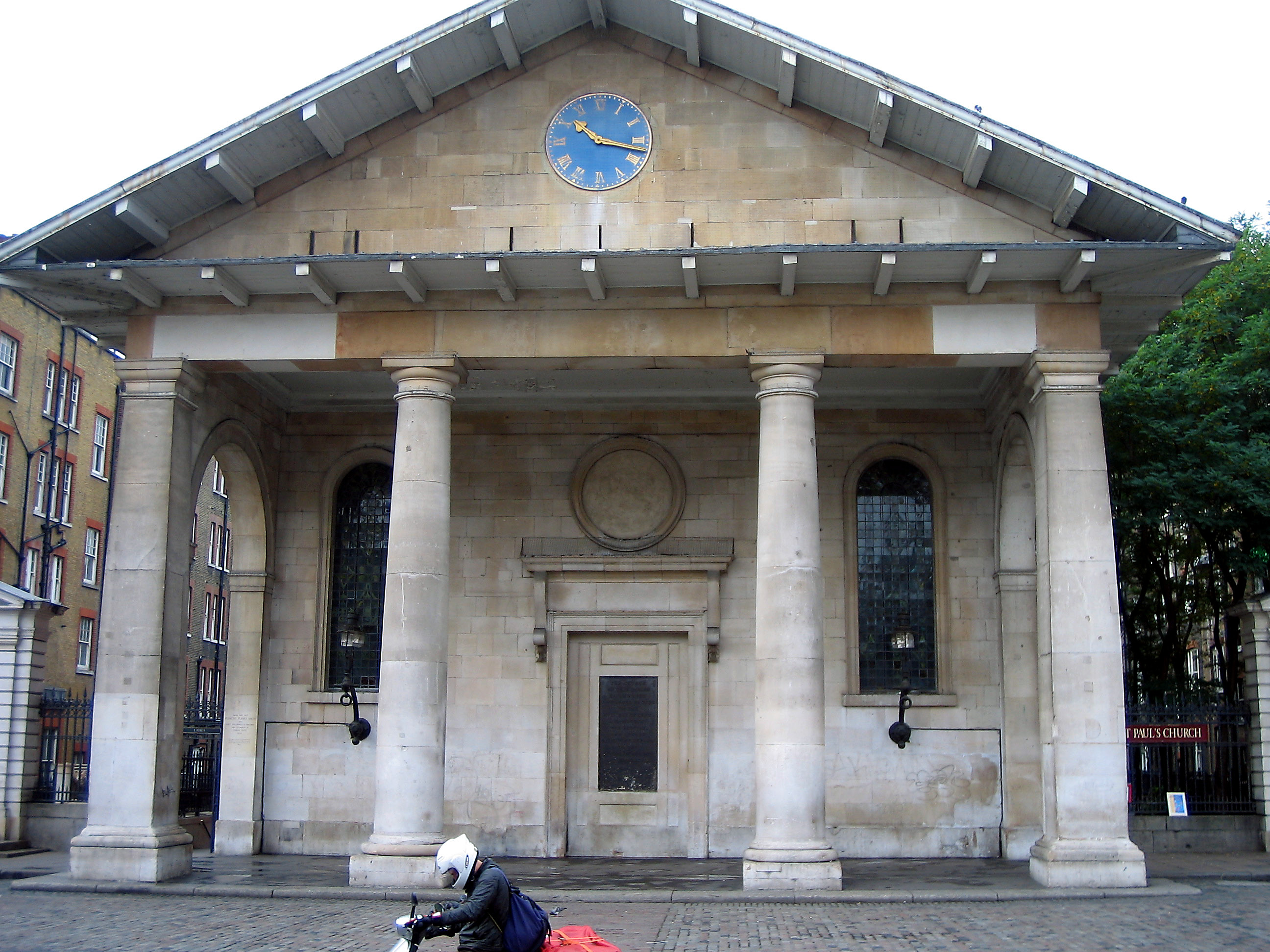
柯芬園聖保羅教堂

瓊斯參與的另一個工程項目是柯芬園廣場的設計。他受貝德福德伯爵的委託，按照義大利裡窩那廣場的設計思路，建造了一個住宅廣場。它是倫敦第一個規劃廣場。伯爵覺得有義務再贊助一座教堂，他警告瓊斯要節約用度，不要太鋪張浪費。他告訴他只需建一個 「穀倉」，而瓊斯經常被引用的回答是，他的領主大人將擁有 「歐洲最好的穀倉」。在聖保羅教堂的設計中，瓊斯忠實地遵循了維特魯威的托斯卡納神廟設計，它是英國第一座完全的、真正的古典主義教堂。柯芬園聖保羅教堂的內部在1795年被大火燒毀，但外部仍保持著瓊斯設計的風格，並在廣場西側佔據主導地位。
瓊斯還設計了林肯律師學院廣場，廣場上一座建於1640年的林賽屋常被認為是瓊斯的作品。它的設計是底層為鄉村風格，上面有巨大的壁柱支撐著內飾和欄杆，成為倫敦其他城鎮房屋的典範，如約翰-納什（John Nash）的攝政公園（Regent's Park）露台，以及其他英國城鎮，如巴斯（Bath）的皇家新月。
瓊斯承擔的另一個大型工程項目是聖保羅大教堂的維修和改造。在1634年至1642年期間，瓊斯始終看不順眼老聖保羅大教堂破舊的哥特式風格，因此用古典磚石將其罩住，並對西面的正面進行了全面的重新設計。瓊斯將維格諾拉和德拉-波爾塔（Della Porta）的格蘇（Gesù）教堂的巨型捲軸與巨大的科林斯式門廊結合在一起，這是阿爾卑斯山以北最大的同類建築，但在1666年的倫敦大火中被毀。也是在這個時候，大約在1638年，瓊斯畫了重新設計的白廳設計圖，但由於查理一世的財政和政治困難，這些設計的實施受到了挫折。
目前有1000多座建築被認為是瓊斯的作品，但其中只有極少數確定是他的作品。根據建築史學家約翰-薩默森(John Summerson)的說法，當時還不存在建築師對建築負有藝術責任的現代概念，瓊斯在很多情況下的角色可能只是一個完成任務的公務員，而不是建築師。瓊斯對建築的貢獻也可能僅僅是對泥瓦匠或磚匠給予口頭指示，並提供一兩幅義大利雕刻圖作為指導，或者是對草稿的修正。在1630年代，對瓊斯服務的需求量很大，作為御用的測量師，他的服務只能提供給非常有限的少數人，所以經常有工程項目委託給其他工程師與建築師。位於北安普敦郡的斯托克-布魯恩公園(Stoke Park Pavilions)是弗朗西斯-克蘭爵士(Francis Crane) 在1629年至1635年間 「在伊尼戈 瓊斯的協助下 」建造的。瓊斯還被認為參與了威爾特郡另一座鄉村別墅的建造。大約從1630年開始，威爾頓莊園被翻修時，有時會由瓊斯負責，然後在瓊斯忙於應付皇室客戶時，工程暫由艾薩克-德-卡士(Isaac de Caus)接手。然後，在1646年他和他的學生約翰-韋伯（John Webb）一起返回，試圖完成這個工程項目。
瓊斯的設計作品之一是 「雙立方體 」房間，這也是他成為英國建築之父的基石。瓊斯作為時代的先鋒，在當時具有強大的影響力。他的革命性思想甚至影響到宮廷圈之外，今天，很多學者認為他開創了英國建築的黃金時代。

## 政治生涯
1621年2月16日，在一次因現有議員約翰-利茲爵士被彈劾而引起的補選中，瓊斯當選為英格蘭議會西蘇塞克斯郡新肖勒姆（New Shoreham）的議員，該選區由阿倫德爾伯爵（Earl of Arundel）控制，並一直任職到1622年2月議會解散。他被任命為一個委員會的成員，以改善下議院會議廳的照明和增加座位，結果在夏季休會期間在聖斯蒂芬教堂建立了一個新的旁聽席，並負責在1623年為上議院會議廳安裝新的天花板。從1630年到至少1640年，他還擔任過米德爾塞克斯郡和威斯敏斯特區的治安法官（J.P.）。 1623年，他被授予南安普頓區的自由人稱號，1633年，查理一世授予他爵位，但他拒絕了。

## 晚年生涯
瓊斯的職業生涯實際上隨著1642年英國內戰的爆發而結束。瓊斯在1645年10月第三次圍攻貝辛府時被俘，不幸的是，作為騎士團最後的大本營之一，裡面的大宅子被克倫威爾的軍隊摧毀，連牆壁也被打成了許多碎片，後來他的財產被歸還給了他(約1646年)。瓊斯的晚年並沒有結婚，他住在薩默塞特府。晚年他密切參與了伯克郡的科萊希爾宅邸的設計，他與年輕的學徒建築師羅傑-普拉特一起拜訪了該宅邸，為擬建的宅邸確定了新的選址。他於1652年6月21日去世，隨後與父母一起葬在倫敦城聖貝納特保羅碼頭的威爾士教堂。約翰-德納姆（John Denham）和克里斯多佛·雷恩在他之後跟隨他擔任御用工程測量師。教堂裡有一座獻給他的紀念碑，諷刺地描繪了當初瓊斯最看不順眼的聖保羅大教堂和其他建築，但在1666年的大火中被毀。